# Sport hippique
Pour un article plus général, voir course de chevaux.
Ne doit pas être confondu avec le sport équestre.
« Turf (courses hippiques) » redirige ici. Pour les autres significations, voir Turf.

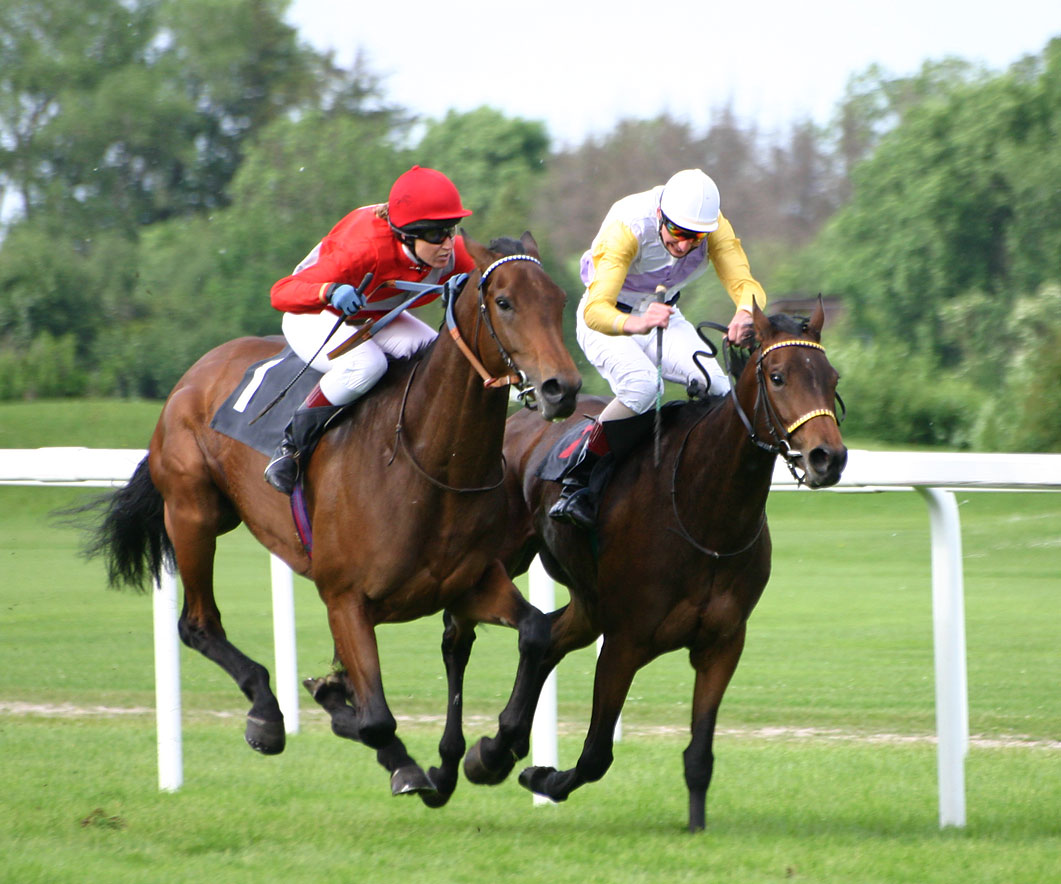
Course de plat (galop).

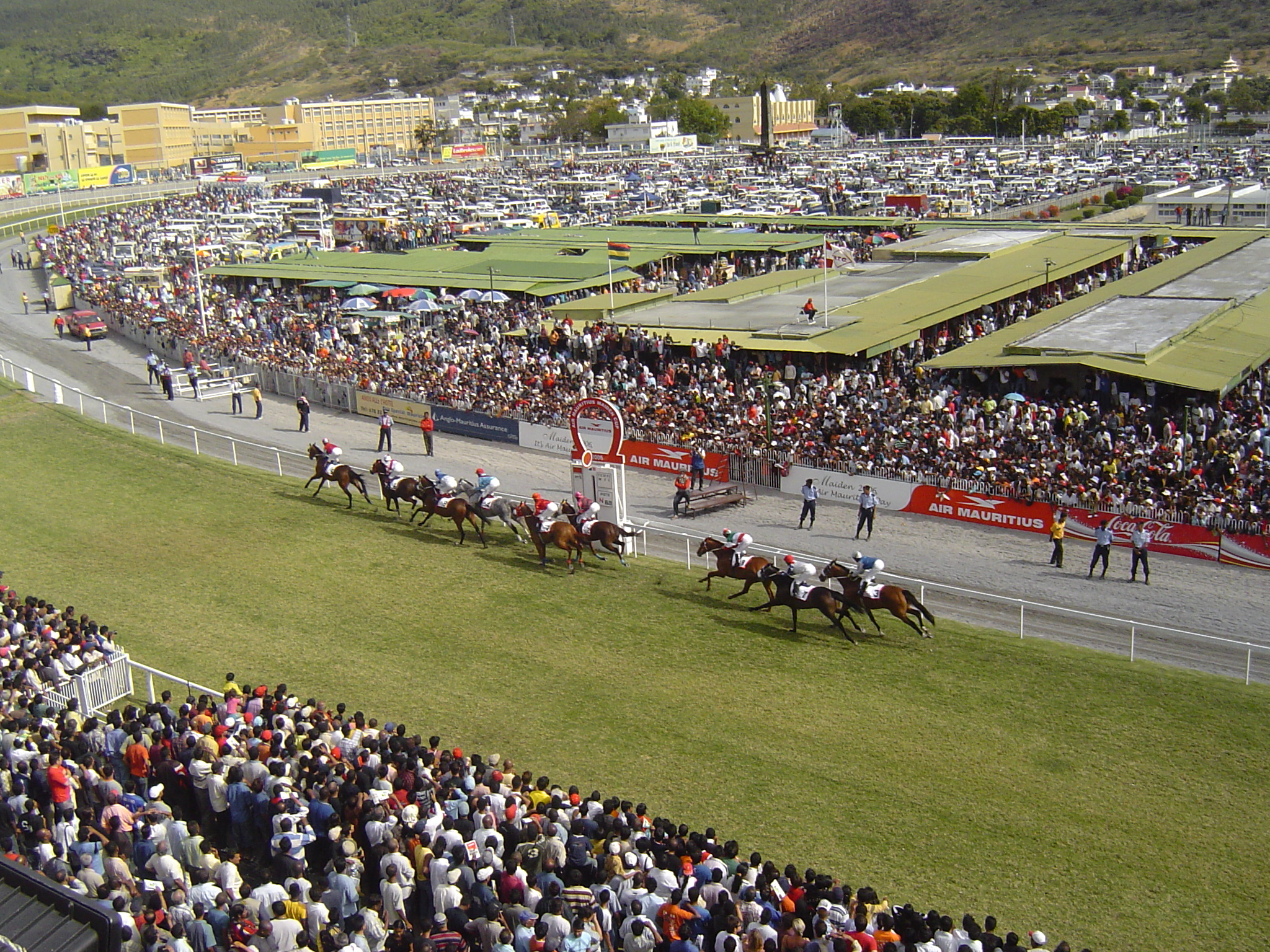
Course hippique à Champ de Mars, l'île Maurice.

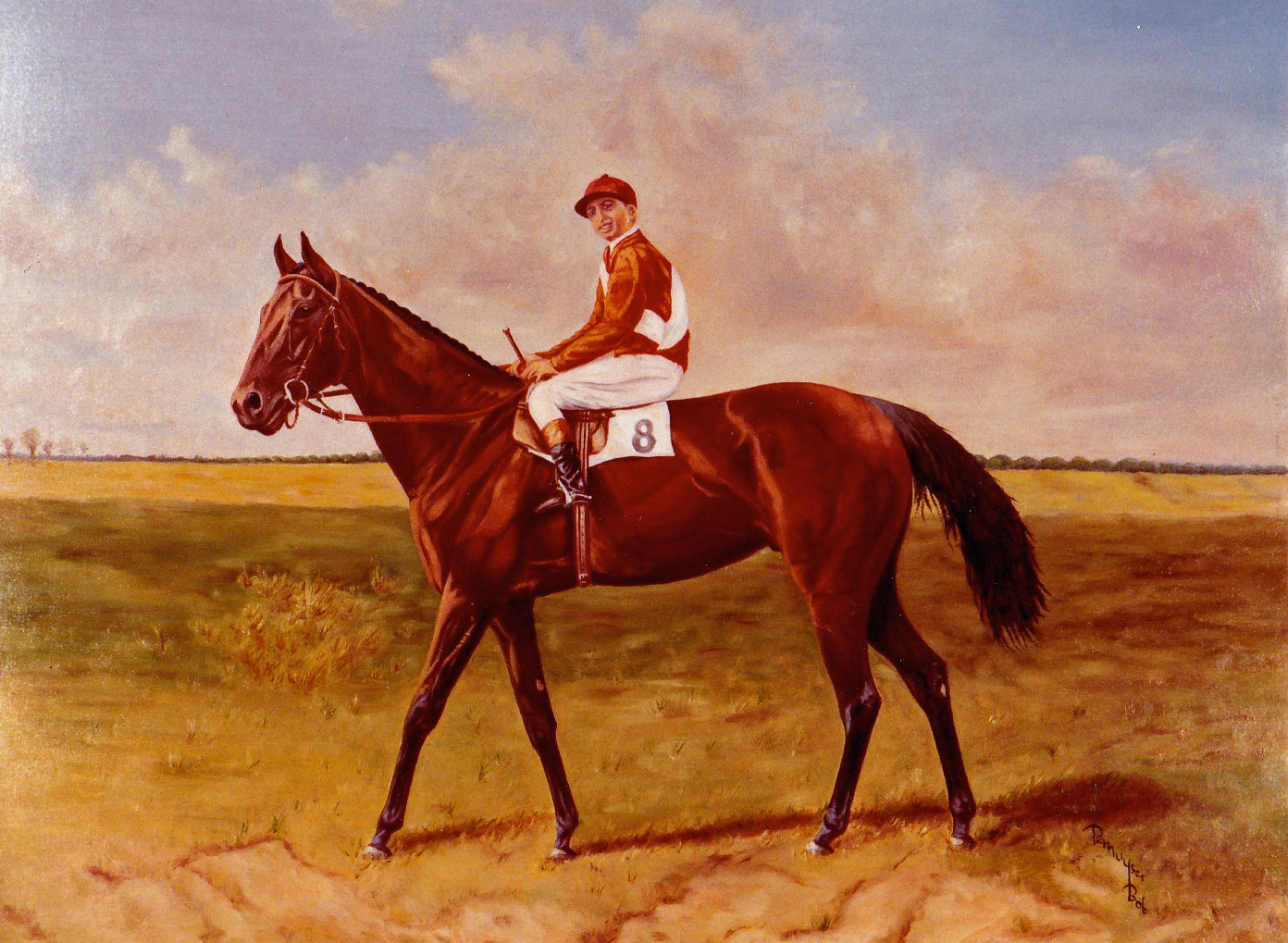
Prince Rose (1928-1944), étalon chef de race, peint par l’artiste peintre Bob Demuyser (1920-2003).

Le sport hippique ou hippisme est la discipline qui rassemble toutes les activités sportives équestres autour des courses de chevaux au galop, au trot ou à l'amble.
Le sport hippique ne doit pas être confondu avec les sports équestres (en partie olympiques) dont les disciplines les plus connues sont le saut d'obstacles, le dressage et le concours complet. Certaines disciplines de sport équestre se rapportent néanmoins à la course, comme l'endurance équestre.

## Repères historiques
Dès l'Antiquité, le sport hippique fait partie des loisirs appréciés. En Grèce, les courses montées ou attelées sont pratiquées, tandis qu'à Rome, la population préfère nettement les courses attelées : les fameuses courses de chars. Les courses de chevaux tombent en désuétude en Occident avec la montée du christianisme, mais durent jusqu'à la fin du XIIe siècle à Byzance.
Au Moyen Âge on disputait des courses de chevaux dans les villes, le long des rues ou autour des places, en montant à cru. Cet usage s'est conservé dans les palii italiens, dont le plus ancien est le Palio di Asti, remontant aux XIIIe siècle, et le plus fameux le Palio de Sienne.
Les rois de France et d'Angleterre se disputent la paternité de la rénovation des courses hippiques au XVIIe siècle, mais il semble que ces courses soient issues de l'émulation des producteurs de chevaux de selle utilisés pour la chasse à courre en Angleterre. Les hippodromes se multiplient aux XVIIIe et XIXe siècle : le sport hippique est le sport le plus regardé durant cette période sur les deux rives de la Manche.

### L'origine des courses en France
C'est au milieu du XVIIe siècle qu'apparaissent en France des compétitions de galop « à la manière d'Angleterre », c'est-à-dire des rencontres entre concurrents, généralement deux, préparés à cet effet et montés par des cavaliers portant des poids convenus. Le 15 mai 1651, « il y eut prix et gage de mille écus pour courses de chevaux au Bois de Boulogne ». Le 25 février 1683, se tient la première grande course internationale de galop, près de Saint-Germain-en-Laye, à Achères. Au départ, « sept chevaux anglais » dont deux au Duc de Monmouth, un au Grand Prieur de France, un à M. Howard et un à un « cabaretier » anglais. « Le prix était de mille louis d'or. Il y avait un grand nombre de paris ». C'est sous le règne de Louis XVI que l'anglomanie fait faire aux courses en France de grands progrès.
Sous le Premier Empire, Napoléon 1er eut pour tâche de restaurer en France l'élevage du cheval et de régulariser la pratique des courses.
En 1833 est créée la Société d'encouragement pour l'amélioration des races de chevaux en France, ce qui marque le début de l'histoire des courses modernes. Les douze membres fondateurs de l'institution sont Lord Henry Seymour (président), Maxime Caccia, le comte de Cambis, le comte Delamarre, le comte Anatole Demidoff, Anne-Édouard Denormandie, Jules Fasquel, Charles Laffitte, Ernest Leroy, le chevalier Machado, le prince de la Moskowa et Joseph Rieussec. Le 11 novembre 1833, sept d'entre eux[Lesquels ?] se réunirent dans le salon de tir aux pigeons de Tivoli (47 rue Blanche à Paris) où ils tinrent la séance constitutive de leur société et formèrent son comité.
Les courses de trot sont pratiquées en France depuis 1835. Cette année-là en effet, un arrêté autorise l'organisation de courses à Nantes et celles-ci ont lieu dans la plaine de la Plée, près de la route de Clisson. Un hippodrome est ensuite implanté sur la prairie de Mauves, près de la gare de Nantes. L'année suivante, la première course normande a lieu le 25 septembre 1836 sur la plage de Cherbourg. Devant le succès rencontré, l'hippodrome de la Prairie (Caen) reçoit les premières réunions hippiques de trot les 26 et 27 août 1837. Cette formule s'étend progressivement à la Basse-Normandie durant les années 1840 puis à l'ensemble de la France. Les premières courses de trot en Île-de-France se tiennent en 1878 à l'hippodrome de Maisons-Laffitte. Depuis, l'hippodrome de Vincennes propose des courses de trot et devient le « temple du trot ».
Après la Seconde Guerre mondiale, le monde des courses de plat évolue avec le développement important des courses de pur-sang aux États-Unis, au Japon, à Hong Kong et à Dubaï. Pour sa part, le monde du trot reste essentiellement centré sur l'Europe, avec la France, la Suède et l'Italie comme places fortes, et les États-Unis et le Canada pour le continent américain.

## Les courses hippiques
On distingue plusieurs types d'épreuves dans les courses hippiques.

### Les épreuves de trot

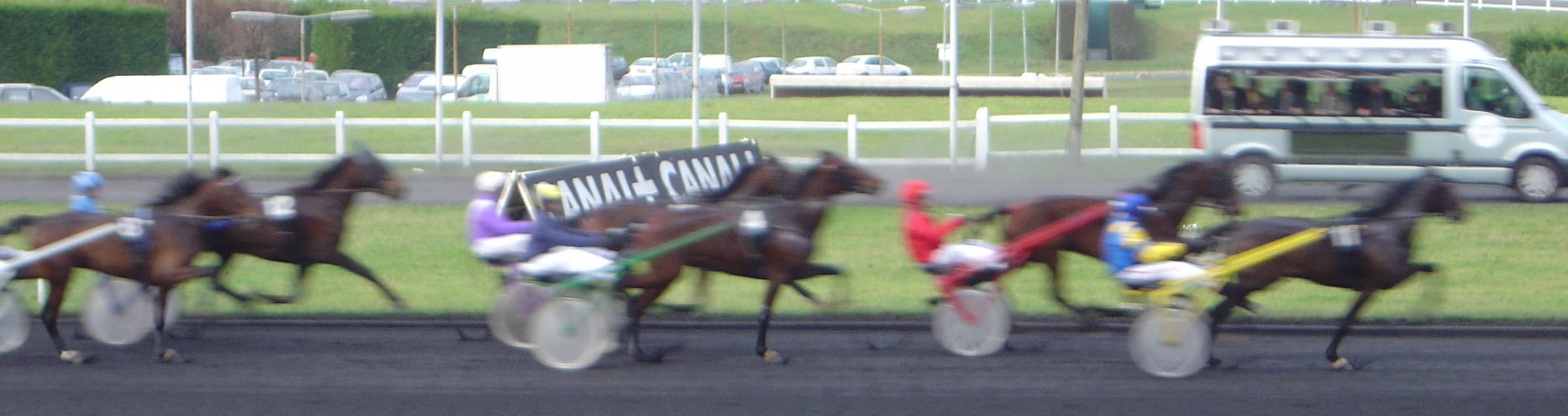
Course de trot attelé.

#### Le trot attelé
Le driver est assis sur un sulky tracté par le cheval. Le cheval doit trotter le plus vite possible pour atteindre le premier la ligne d'arrivée, mais il ne doit pas se mettre au galop sans être immédiatement repris sous peine de disqualification (le nombre de foulées est défini par le code des courses).

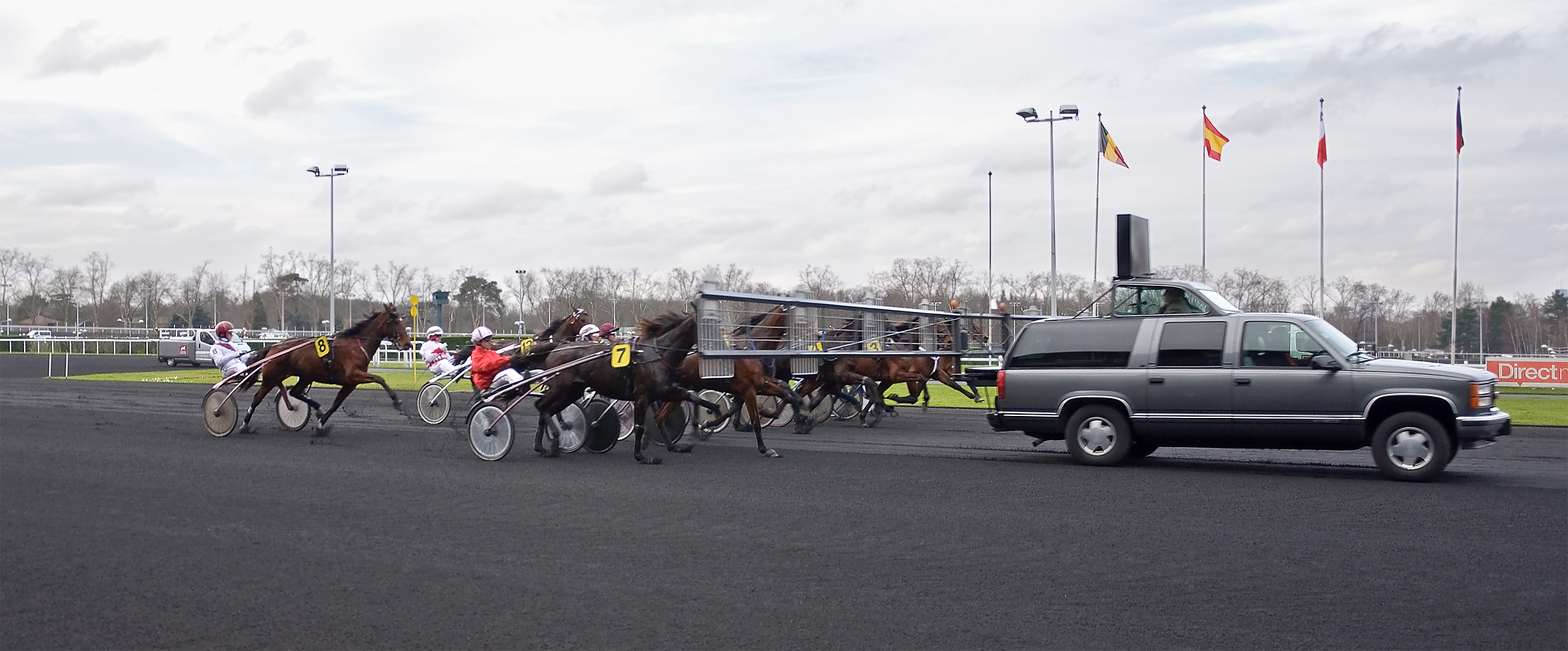
Autostart durant le Prix de France 2011.

Le départ se prend de deux manières : soit derrière l'autostart, soit en faisant une volte.
L'autostart est une voiture équipée à l'arrière de deux barrières (une à gauche, l'autre à droite du véhicule). Sur ces barrières, on retrouve les numéros des chevaux, qui doivent se positionner derrière. Le no 1 est à la corde, le no 9 à l'extérieur, et les numéros 10 à 18 sont placés sur une seconde ligne. Le no 1 a un trajet plus court, mais risque d'être enfermé par les autres concurrents, alors que le no 18 a le double désavantage d'être en seconde ligne et à l'extérieur, ce qui l'oblige à l'effort maximal. L'autostart roule à vitesse réduite, et lorsque tous les chevaux sont en position et trottent derrière lui, il accélère pour les libérer et lancer ainsi la course.
La volte est une particularité française. Les concurrents n'ont pas de place attribuée à l'avance, et les drivers doivent partir de façon synchronisée. Le principe est de partir perpendiculairement à la piste, et lorsqu'on estime que tout le monde est à sa place, on fait faire un quart de tour au cheval pour se lancer sur la piste. Les commissaires lancent un compte à rebours et assurent la régularité du départ, aidés par des faisceaux lasers. Si le faisceau est coupé prématurément, c'est un faux-départ. En France, depuis le printemps 2008, l'auteur d'un faux-départ est sanctionné par l'obligation de partir derrière un concurrent. S'il ne s'exécute pas, il est disqualifié.
Les épreuves de trot attelé les plus prestigieuses sont classées en Groupe I. C'est le cas notamment du Prix d'Amérique (France), de l'Elitloppet (Suède) et de l'Hambletonian (États-Unis), trois des courses les plus célèbres de la planète. On trouve ensuite les épreuves de Groupe II (Prix de Washington par exemple) puis celles de Groupe III, tel le Prix de Genève. Il existe beaucoup d'autres courses, mais leur niveau ne leur permet pas d'avoir le statut de course de Groupe. Ce statut est revu chaque année, et certaines courses, de temps à autre, gagnent ou perdent un rang dans la hiérarchie.

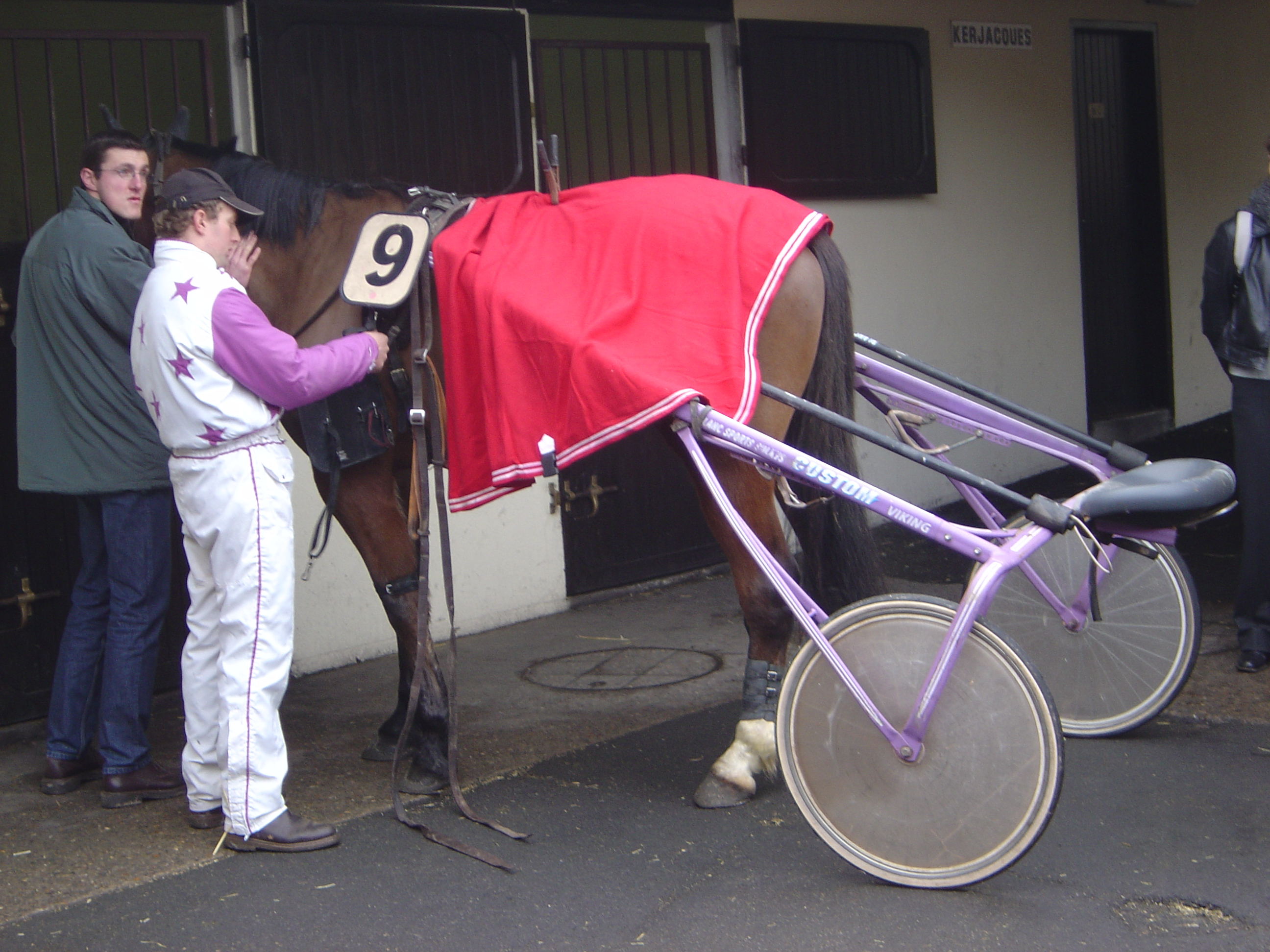
Préparation du sulky pour le trot attelé.
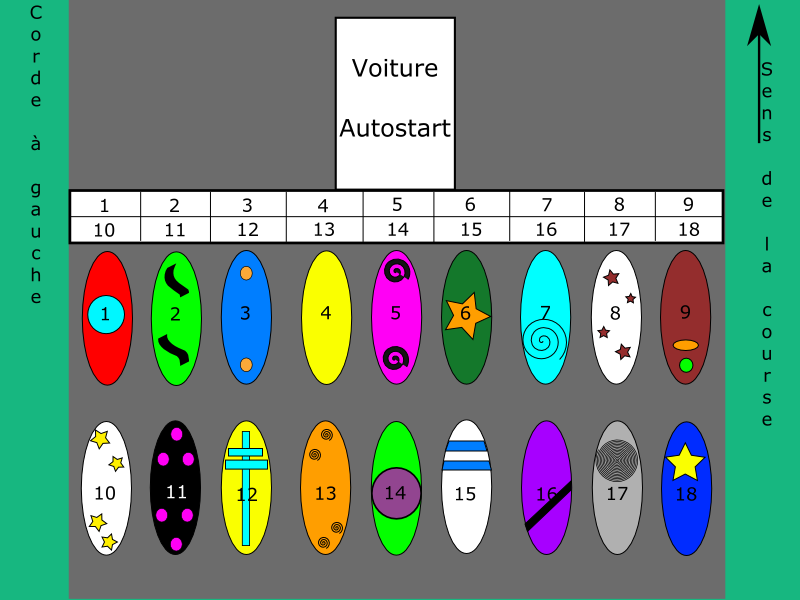
Positions derrière l'autostart.
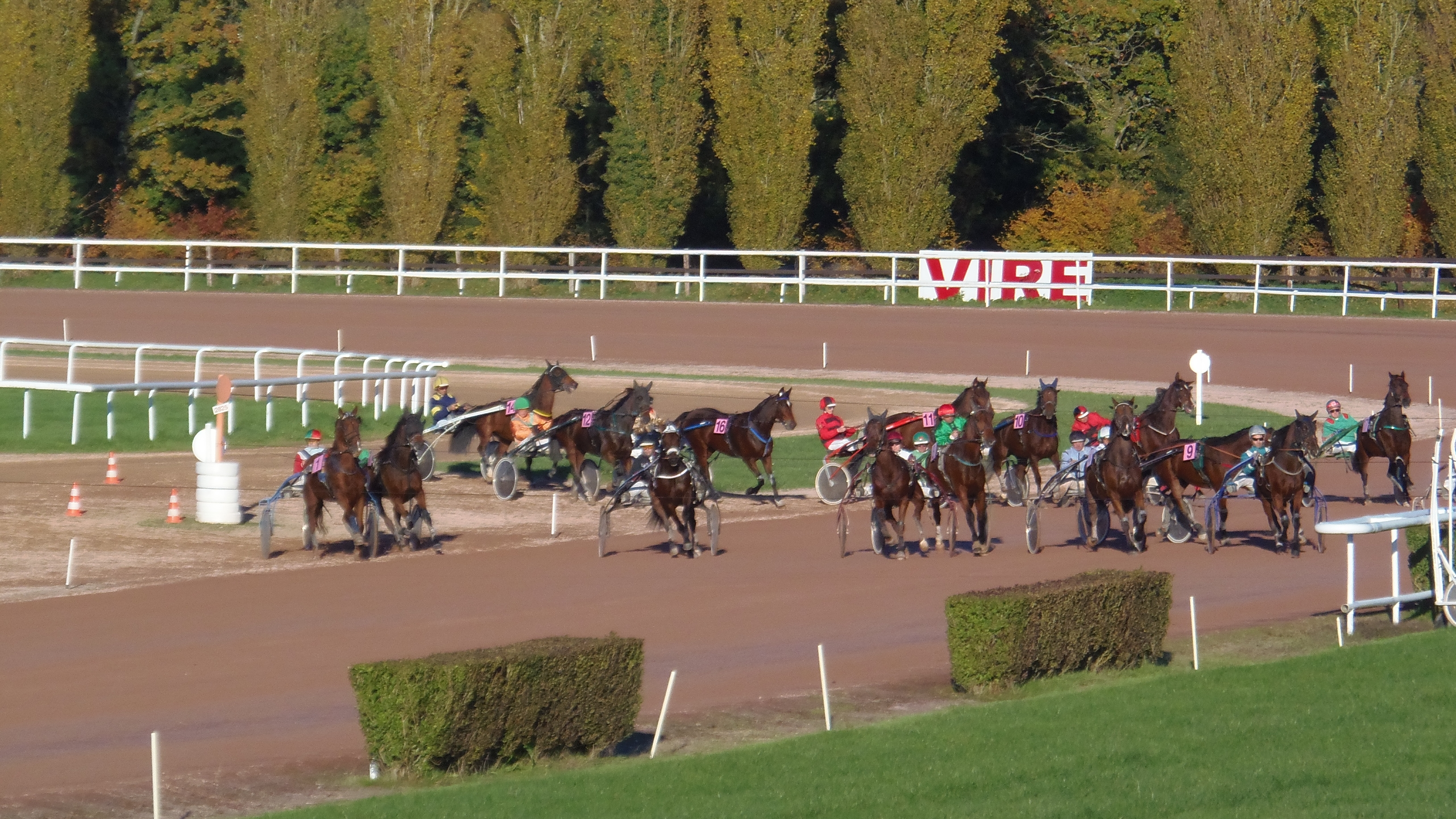
Un départ volté.

#### Le trot monté
Le trot monté est peu répandu : on le retrouve essentiellement en France. Dans ce type d'épreuve, le jockey est assis directement sur le cheval sellé entraîné par le lad driver et mené par le lad. Il y a deux façons de monter : la monte dite traditionnelle, et la monte en avant (le jockey se colle le plus près possible de la tête du cheval). Le principe de la course est d'atteindre le poteau d'arrivée le premier, tout en restant au trot. Si le cheval se met au galop, il est disqualifié. Les temps réalisés au trot monté sont supérieurs à ceux du trot attelé. L'épreuve-reine du trot monté est le Prix de Cornulier.

### Les épreuves de galop

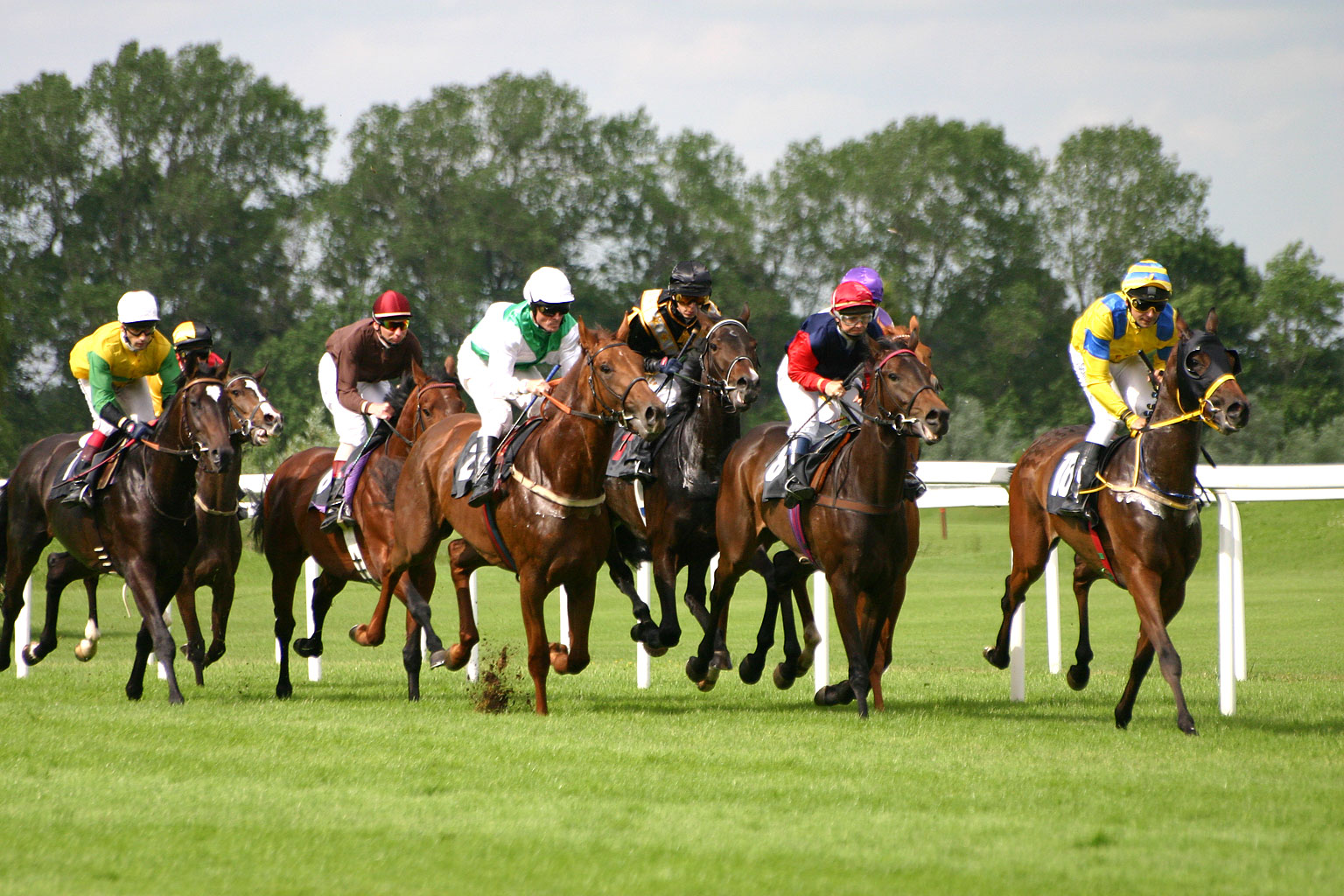
Course de plat sur l'hippodrome de Munich.

#### Le plat
Le principe de la course de plat (ou galop) est, a première vue, très simple : partir au galop, et franchir le poteau d'arrivée le premier.
Les distances de course sont variables, de 900 (quelques courses pour deux ans) à 4 000 mètres (par exemple le Cadran se disputant sur l'hippodrome de Longchamp à Paris), mais le plus souvent comprises entre 1 600 et 2 400 mètres. Cette dernière, appelée distance classique, est la référence du galop européen (prix de l'Arc de triomphe, Derby d'Epsom, King George, Derby irlandais).
Les chevaux prennent le départ dans des stalles, c’est-à-dire des boîtes dans lesquelles ils rentrent et qui s'ouvrent automatiquement lorsque le départ est donné.
Lors de la course, il faut également prendre en compte l'importance de la corde. En effet, les chevaux, à la suite d'un tirage au sort, obtiennent un numéro qui désigne leur stalle de départ. Le no 1 se retrouve à la corde, le no 18 complètement à l'extérieur, ce qui signifie qu'il devra parcourir une plus grande distance dans les virages. C'est donc un élément important, qui peut parfois coûter la victoire.
La course de plat la plus célèbre est le Prix de l'Arc de Triomphe[Information douteuse]. Il existe d'autres courses très prestigieuses notamment en Angleterre, en Irlande, en Allemagne, en Italie, aux États-Unis, au Japon, à Hong Kong et à Dubaï.
Il existe une hiérarchie des courses à travers la planète. Les courses les plus importantes sont des Courses de groupe. Les plus prestigieuses sont classées en Groupe I (Prix de l'Arc de Triomphe, Derby d'Epsom, Dubaï World Cup par exemple), puis on trouve les courses de Groupe II, les courses de Groupe III, puis les Listed-Race, les handicaps, les prix de série et enfin les courses à réclamer. Sur le continent américain, on utilise le même système de classement, mais dans certaines conditions le terme de Groupe peut-être remplacé par celui de Grade.

#### L'obstacle

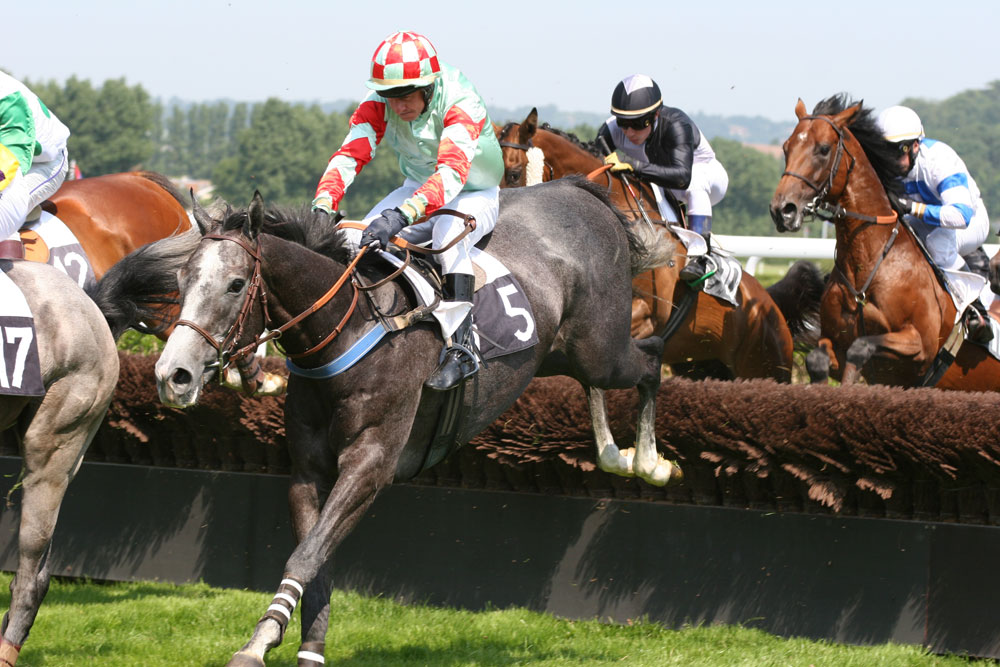
Course de haies.

Il existe deux types de courses d'obstacles : les haies, et le steeple-chase.
Pour ces courses, le principe est le même que les courses de plat : partir au galop avec un certain poids attribué par le handicapeur, et franchir le poteau d'arrivée le premier.
Il y a cependant des différences notables avec le plat. D'abord, le départ se fait derrière des élastiques, et non dans des stalles. Ensuite, la piste est parsemée d'obstacles que les chevaux doivent franchir. Enfin, la distance est beaucoup plus importante, ce qui implique pour les chevaux d'avoir une bonne endurance, la vitesse de pointe ne suffisant plus.
Dans les courses de haies (en), les obstacles sont relativement modestes, il s'agit de haies de buisson de 1,10 mètre. La distance de course varie entre 3 000 et 5 000 mètres, mais la majorité des courses se court sur 3 500 à 3 900 mètres.

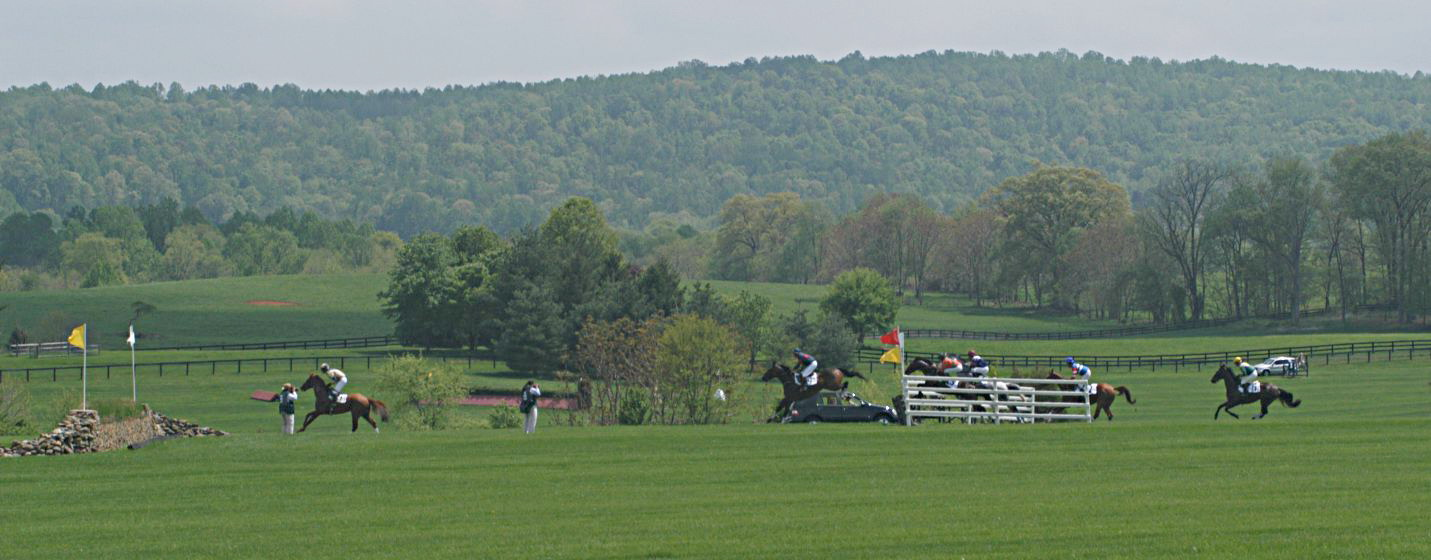
Steeple-chase.

Le steeple-chase (parfois ou historiquement appelés cross-country) est la discipline la plus prestigieuse de l'obstacle, les obstacles sont plus hauts et plus complexes, avec notamment le fameux saut de la rivière des tribunes à Auteuil par exemple. De plus, la distance est plus importante, avec en moyenne 4 300 à 4 400 mètres à parcourir, même si certaines courses sont plus longues encore (7 300 mètres).
Les courses de steeple-chase les plus prestigieuses sont le Grand Steeple-Chase de Paris en France, le Nakayama Grand Jump (course la mieux dotée) au Japon et le Grand National de Liverpool, la plus mythique. Les steeple-chase dont la distance est la plus longue est le prix Anjou-Loire Challenge à l'hippodrome de l'Isle-Briand au Lion d'Angers. C'est donc l'épreuve la plus exigeante et la plus dangereuse, aussi bien pour les chevaux que pour les cavaliers.

## Les catégories de course

### Les courses "BlackType"
Les courses "Black Type" sont les courses majeures du circuit hippique,,. Parmi celles-ci on distingue :

#### Les courses de groupe
En haut de l'échelle des courses, on distingue les courses de groupe (classées de 1 à 3). Ce sont les courses les plus prestigieuses. En effet, les courses de groupe sont reservées aux meilleurs chevaux, et sont les courses les mieux dotées,. La course de groupe 1 la plus prestigieuse est le prix de l'Arc de Triomphe.
Exemple : le Prix de l'Arc de Triomphe en octobre à Longchamp.

#### Les Listed Race
Les Listed Race - ou course principale - sont des courses Black Type inférieures aux courses de groupe.
Exemple : le Prix Lord Seymour en avril à Chantilly.

### Les courses à conditions
Les participants doivent répondre à plusieurs critères : le sexe, l'âge, les gains et les performances sont autant de conditions à respecter pour engager son cheval. À partir de ces critères, on détermine le poids pour les galopeurs et le recul pour les trotteurs.
Les courses sont alors divisées selon leur niveau, de Classe 1 à Classe 4. Avant 2019, elles étaient divisées de course A à course E.
Exemple : Le Prix All is Vanity à Marseille en septembre.

#### Handicaps
Ces courses à conditions peuvent être ou non des courses dites à handicap, épreuves ouvertes seulement aux galopeurs ayant couru au moins trois fois. Pour l'équilibre des chances, on réunit les chevaux ayant une valeur handicap proche. Celle-ci est donnée par le handicapeur selon la performance et la qualité du cheval. Elle peut donc changer après chaque course. Le poids porté par le cheval est égal à sa valeur handicap à laquelle on ajoute la référence de la course.
Exemple : Le Grand Handicap de Deauville en août à Deauville.

#### Les courses pour chevaux au début de leur carrière

##### Les courses d'inédits
Les courses d'inédits concernent les chevaux n'ayant jamais couru.
Exemple : le prix de Crévecoeur, en aout à Deauville.

##### Les maiden
Les Maiden sont des courses à destination de chevaux n'ayant jamais gagné,.
Exemple : Le Prix d'Avranches en août à Deauville.

### Les courses à réclamer
À la fin de la course les chevaux sont mis aux enchères par le biais de bulletins secrets. Lors de la course, les chevaux sont équipés d'un poids supplémentaire calculé en fonction de la mise fixée par France Galop. C'est le niveau le plus bas des courses hippiques.
Exemple : le prix de Cosqueville en août à Deauville.

## Les poids
- Si vous ne connaissez pas le sujet, laissez ce bandeau (vous pouvez alors contacter les auteurs).
- Si vous supprimez le contenu mis en cause (vous pouvez préalablement contacter les auteurs),

argumentez précisément cette suppression dans la page de discussion
(un manque de référence n'est pas un argument ; une recherche réelle de référence doit avoir été effectuée, être formellement documentée).
Les poids sont répartis en fonction des résultats des chevaux, et varient entre 50 et 62 kg en France (les chiffres et unités de poids changent selon les pays). Ainsi, le cheval vainqueur d'une course recevra une charge supplémentaire pour la course suivante. Au contraire, un cheval faisant une piètre course se verra retirer du poids pour la suivante. L'objectif est donc d'obtenir la course la plus serrée possible.
Cette valeur estimée peut évoluer en cours d'année (à la hausse ou à la baisse). Cependant, la valeur estimée d'un cheval n'est pas susceptible d'être modifiée par la seule et unique raison qu'il a déçu à une, voire deux, trois reprises.
Comment utiliser la valeur estimée, pour créer un pronostic de qualité ?
Pour l'utiliser, il y a lieu de pondérer celle-ci en fonction du poids porté, la Valeur Estimée (VE) devient alors la Valeur Estimée Pondérée (VEP).
Comment faire pour obtenir la Valeur Estimée Pondérée (VEP) ?
Il suffit de faire une soustraction.
Exemple : Valeur estimée – poids porté par le cheval = Valeur Estimée Pondérée.
« Grand Palais » porte 55 kg, sa Valeur Estimée est de 30. Sa VEP sera de 30 + (60-55)= 35.
Arbitrairement, le poids référence pour calculer la (VEP) est fixé à 60 kg.
Un autre exemple pour bien comprendre :
« Grand Palais » porte 58 kg, sa Valeur Estimée est de 32. Sa VEP sera de 32 + (60-58)= 34.
Et cela pour chaque cheval de la course.
Classez ensuite tous les partants en fonction de leur chance théorique, de la plus forte à la plus faible.
Comment ajuster la valeur ?
Il est courant de dire qu'en course, une longueur équivaut à un kilo. Entre théorie et pratique, les différences sont sensibles, un cheval pouvant progresser et l'autre régresser.
Voici la règle de base pour ajuster les valeurs :
1 kg = 1 point sur l'échelle des valeurs ; 2 kg = 2 points sur l'échelle des valeurs, etc. Une longueur = 1 point sur l'échelle des valeurs ; 2 longueurs = 2 points sur l'échelle des valeurs, etc. De ce fait, il faut essayer d'ajuster selon l'écart à l'arrivée (longueurs entre les chevaux), en tenant compte du poids porté par le cheval.
Attention, l'accommodage des valeurs ne fonctionne pas pour les courses d'obstacle, les écarts sont trop importants.

## Les grandes courses

### Monde
- Coupe du Monde de Trot (trot attelé, multi-épreuves, de 1995 à 2007)

### Afrique du Sud
- Durban July (plat, Hippodrome de Greyville, Durban)

### Allemagne
- Traber Derby (trot attelé, Berlin)
- Preis der Besten (trot attelé, Warendorf, plus disputé depuis 2003)
- Elite-Rennen (trot attelé, Gelsenkirchen, plus disputé depuis 2005)
- Grand Prix d'Allemagne (trot attelé, Gelsenkirchen)
- Derby Allemand (plat, Hippodrome de Hambourg-Horn, Hambourg)
- Rheinland-Pokal (plat, Hippodrome de Weidenpesch, Cologne)
- Grand Prix de Baden (plat, Hippodrome de Baden-Baden, Baden-Baden)

### Australie
- Melbourne Cup (plat, Flemington, Melbourne)
- Cox Plate (plat, Moonee Valley, Melbourne)
- Inter Dominion Trotting (trot attelé, Melbourne)

### Autriche
- Kalman Hunyady Memorial (trot attelé, Hippodrome de Krieau, Vienne)
- Racino Grand Prix (trot attelé, Hippodrome de Magna Racino, Ebreichsdorf)

### Belgique
- Grand Steeple-Chase des Flandres, Hippodrome de Waregem
- Grand Prix de Wallonie (trot attelé, Hippodrome de Wallonie, Mons)

### Canada
- Canadian International Stakes (plat, Hippodrome de Woodbine, Toronto)
- Woodbine Mile Stakes (plat, Hippodrome de Woodbine, Toronto)

### Danemark
- Copenhague Cup (trot attelé, Hippodrome de Charlottenlund, Copenhague)

### Émirats arabes unis
- Dubaï World Cup (plat, Hippodrome Nad al Sheba, Dubaï)
- Dubaï Duty Free (plat, Hippodrome Nad al Sheba, Dubaï)
- Dubaï Kahayla Classic (plat, Hippodrome Nad al Sheba, Dubaï)
- Dubaï Golden Shaheen (plat, Hippodrome Nad al Sheba, Dubaï)
- Dubaï Sheema Classic (plat, Hippodrome Nad al Sheba, Dubaï)
- Godolphin Mile (plat, Hippodrome Nad al Sheba, Dubaï)
- United Arab Emirates Derby (plat, Hippodrome Nad al Sheba, Dubaï)
- Poule d'essai des poulains de Dubaï (plat, Hippodrome Nad al Sheba, Dubaï)
- Sheikh Maktoum Bin Rashid Al Maktoum Challenge R III (plat, Hippodrome Nad al Sheba, Dubaï)

### Espagne
- Grand Prix national du trot (trot attelé, hippodrome de San Pardo, Palma de Majorque)

### États-Unis
- Cutler Memorial (trot attelé, ?)
- Titan Cup (trot attelé, ?)
- Breeders Crown (trot attelé, Meadowlands Racetrack, East Rutherford (banlieue de New York)
- Hambletonian (trot attelé, Meadowlands Racetrack, East Rutherford (banlieue de New York)
- Hambletonian Oaks (trot attelé, Meadowlands Racetrack, East Rutherford (banlieue de New York)
- Nat Ray (trot attelé, Meadowlands Racetrack, East Rutherford (banlieue de New York)
- Yonkers Trot
- Kentucky Derby (plat, Churchill Downs, Louisville (Kentucky)
- Kentucky Oaks (plat, Churchill Downs, Louisville (Kentucky)
- Preakness Stakes (plat, Pimlico Race Course, Baltimore (Maryland)
- Belmont Stakes (plat, Belmont Park, Elmont (banlieue de New York)
- Travers Stakes (plat, Saratoga Race Course, Saratoga Springs (New York)
- Donn Handicap (plat, Gulfstream Park, Hallandale Beach (banlieue de Fort Lauderdale)
- Santa Anita Handicap (plat, Santa Anita Park, Arcadia (banlieue de Los Angeles)
- Pimlico Special (plat, Pimlico Race Course, Baltimore (Maryland)
- Hollywood Gold Cup (plat, Santa Anita Park, Arcadia (banlieue de Los Angeles)
- Pacific Classic Stakes (plat, Del Mar (banlieue de San Diego)
- Woodward Stakes (plat, Saratoga Race Course, Saratoga Springs (New York)
- Jockey Club Gold Cup (plat, Belmont Park, Elmont (banlieue de New York)
- Arlington Million (plat, Arlington Park, Arlington Heights (banlieue de Chicago).
- Breeders' Cup (plat, épreuve tournante)
- Breeders' Cup Classic
- Breeders' Cup Dirt Mile
- Breeders' Cup Filly & Mare Sprint
- Breeders' Cup Filly & Mare Turf
- Breeders' Cup Juvenile
- Breeders' Cup Juvenile Fillies
- Breeders' Cup Juvenile Turf
- Breeders' Cup Ladies' Classic
- Breeders' Cup Marathon
- Breeders' Cup Mile
- Breeders' Cup Sprint
- Breeders' Cup Turf

### Europe (Union européenne du trot)
- Grand Circuit européen (trot attelé, multi-épreuves)
- Championnat européen des 5 ans (trot attelé, hippodrome tournant)
- Grand Prix de l'UET (trot attelé, hippodrome tournant)
- Championnat européen des 3 ans (trot attelé, hippodrome tournant)

### Finlande
- Finlandia Ajo (trot attelé, hippodrome de Vermo, Helsinki).
- Kymi Grand Prix (trot attelé, hippodrome de Kouvola, Kouvola).
- Prix Saint-Michel (trot attelé, hippodrome de Mikkeli, Mikkeli).

### France

#### Trot

##### Groupe I
La France compte vingt-trois courses de groupe I au trot, quatorze en attelé et neuf en monté. La majorité sont courues sur l'hippodrome de Vincennes (20). Enghien, Cagnes-sur-Mer et Caen en accueillent une chacun. En 2018, pour les trois hippodromes de province et une course à Vincennes, l'allocation est inférieure à 200 000 €. Sur les autres courses de Vincennes, quinze sont dotées d'une allocation entre 200 000 et 300 000 €. Deux courses sont dotées d'un allocation comprise entre 300 000 € et 500 000 €. Le Prix de Cornulier est la course reine en trot monté (700 000 €) et le Prix d'Amérique la course reine du trot attelé (1 000 000 €).
| Meeting   | Mois      | Course                              | Discipline  | Départ    | Distance | Allocation  | Âge        | Hippodrome     |
| Hiver     | Janvier   | Prix de Cornulier                   | Trot monté  | Volté     | 2 700 m. | 700 000 €   | 4 à 10 ans | Vincennes      |
| Hiver     | Janvier   | Prix de l'Île-de-France             | Trot monté  | Volté     | 2 175 m. | 200 000 €   | 5 à 10 ans | Vincennes      |
| Hiver     | Janvier   | Prix d'Amérique                     | Trot attelé | Volté     | 2 700 m. | 1 000 000 € | 4 à 10 ans | Vincennes      |
| Hiver     | Février   | Prix de France                      | Trot attelé | Autostart | 2 100 m. | 400 000 €   | 4 à 10 ans | Vincennes      |
| Hiver     | Février   | Prix des Centaures                  | Trot monté  | Volté     | 2 200 m. | 240 000 €   | 4 à 6 ans  | Vincennes      |
| Hiver     | Février   | Prix de Paris                       | Trot attelé | Volté     | 4 125 m. | 400 000 €   | 4 à 10 ans | Vincennes      |
| Hiver     | Février   | Critérium des Jeunes                | Trot attelé | Volté     | 2 700 m. | 160 000 €   | 3 ans      | Vincennes      |
| Hiver     | Mars      | Grand critérium de vitesse          | Trot attelé | Autostart | 1 609 m. | 160 000 €   | 4 à 10 ans | Cagnes-sur-Mer |
| Hiver     | Mars      | Prix de Sélection                   | Trot attelé | Volté     | 2 200 m. | 240 000 €   | 4 à 6 ans  | Vincennes      |
| Printemps | Avril     | Prix de l'Atlantique                | Trot attelé | Autostart | 2 150 m. | 180 000 €   | 4 à 10 ans | Enghien        |
| Printemps | Mai       | Critérium des 4 ans                 | Trot attelé | Volté     | 2 850 m. | 240 000 €   | 4 ans      | Vincennes      |
| Printemps | Mai       | Saint-Léger des Trotteurs           | Trot monté  | Volté     | 2 450 m. | 150 000 €   | 3 ans      | Caen           |
| Printemps | Juin      | Prix René Ballière                  | Trot attelé | Autostart | 2 100 m. | 200 000 €   | 4 à 10 ans | Vincennes      |
| Printemps | Juin      | Prix Albert Viel (ex Prix Capucine) | Trot attelé | Volté     | 2 700 m. | 200 000 €   | 3 ans      | Vincennes      |
| Printemps | Juin      | Prix du Président de la République  | Trot monté  | Volté     | 2 850 m. | 240 000 €   | 4 ans      | Vincennes      |
| Printemps | Juin      | Prix d'Essai                        | Trot monté  | Volté     | 2 175 m. | 200 000 €   | 3 ans      | Vincennes      |
| Été       | Septembre | Prix de l'Étoile                    | Trot attelé | Volté     | 2 200 m. | 240 000 €   | 3 à 5 ans  | Vincennes      |
| Été       | Septembre | Critérium des 5 ans                 | Trot attelé | Volté     | 3 000 m. | 240 000 €   | 5 ans      | Vincennes      |
| Été       | Septembre | Prix de Normandie                   | Trot monté  | Volté     | 3 000 m. | 240 000 €   | 5 ans      | Vincennes      |
| Été       | Septembre | Prix des Élites                     | Trot monté  | Volté     | 2 200 m. | 240 000 €   | 3 à 5 ans  | Vincennes      |
| Hiver     | Décembre  | Critérium des 3 ans                 | Trot attelé | Volté     | 2 700 m. | 240 000 €   | 3 ans      | Vincennes      |
| Hiver     | Décembre  | Prix de Vincennes                   | Trot monté  | Volté     | 2 700 m. | 240 000 €   | 3 ans      | Vincennes      |
| Hiver     | Décembre  | Critérium Continental               | Trot attelé | Autostart | 2 100 m. | 240 000 €   | 4 ans      | Vincennes      |

##### Groupe II
- Prix de Bretagne (trot attelé, Vincennes, Paris).
- Prix du Bourbonnais (trot attelé, Vincennes, Paris).
- Prix de Bourgogne (trot attelé, Vincennes, Paris).
- Prix de Belgique (trot attelé, Vincennes, Paris).
- Prix de Washington (trot attelé, hippodrome d'Enghien-Soisy, Enghien-les-Bains).
- Prix de La Haye (trot attelé, hippodrome d'Enghien-Soisy, Enghien-les-Bains).
- Prix Jean-Luc Lagardère (trot attelé, hippodrome d'Enghien-Soisy, Enghien-les-Bains).
- Prix de Buenos-Aires (trot attelé, hippodrome d'Enghien-Soisy, Enghien-les-Bains).
- Prix Roederer (trot attelé, Vincennes, Paris, supprimé en 2008).
- Prix Kerjacques (trot attelé, Vincennes, Paris).
- Prix Uranie (trot attelé, Vincennes, Paris).
- Prix Victor Régis (trot attelé, Vincennes, Paris).
- Prix d'Été (trot attelé, Vincennes, Paris).
- Prix Doynel de Saint-Quentin (trot attelé, Vincennes, Paris).
- Prix Emmanuel Margouty (trot attelé, Vincennes, Paris).
- Prix Chambon P (trot attelé, Vincennes, Paris).
- Prix des Ducs de Normandie (trot attelé, hippodrome de la Prairie, Caen).
- Prix Éphrem Houel (trot attelé, Vincennes, Paris).
- Prix Jockey (trot attelé, Vincennes, Paris).
- Prix Kalmia (trot attelé, Vincennes, Paris).
- Prix Phaéton (trot attelé, Vincennes, Paris).
- Prix Robert Auvray (trot attelé, Vincennes, Paris).
- Prix Abel Bassigny (trot attelé, Vincennes, Paris).
- Prix Reine du Corta (trot attelé, Vincennes, Paris).
- Prix Marcel Laurent (trot attelé, Vincennes, Paris).
- Prix Annick Dreux (trot attelé, Vincennes, Paris).
- Prix Octave Douesnel (trot attelé, Vincennes, Paris).
- Prix Ariste-Hémard (trot attelé, Vincennes, Paris).
- Prix de Tonnac-Villeneuve (trot attelé, Vincennes, Paris).
- Prix Guy Deloison (trot attelé, Vincennes, Paris).
- Prix Pierre Plazen (trot attelé, Vincennes, Paris).
- Prix de Croix (trot attelé, Vincennes, Paris).
- Prix Une de Mai (trot attelé, Vincennes, Paris).
- Prix Jacques de Vaulogé (trot attelé, Vincennes, Paris).
- Prix Jean Le Gonidec (trot attelé, Vincennes, Paris).
- Prix Maurice de Gheest (trot) (trot attelé, Vincennes, Paris).
- Prix Gélinotte (trot attelé, Vincennes, Paris).
- Prix Charles Tiercelin (trot attelé, Vincennes, Paris).
- Prix Paul Viel (trot attelé, Vincennes, Paris).
- Prix Roquépine (trot attelé, Vincennes, Paris).
- Prix Ovide Moulinet (trot attelé, Vincennes, Paris).
- Prix de l'Union européenne (trot attelé, Vincennes, Paris).
- Prix Gaston de Wazières (trot attelé, Vincennes, Paris).
- Prix Gaston Brunet (trot attelé, Vincennes, Paris).
- Prix Albert Demarcq (trot attelé, Vincennes, Paris).
- Prix Louis Jariel (trot attelé, Vincennes, Paris).
- Prix de la Côte d'Azur (trot attelé, hippodrome de la Côte d'Azur, Cagnes-sur-Mer).
- Grand Prix du Sud-Ouest (trot attelé, hippodrome variable : Agen, Beaumont-de-Lomagne, Bordeaux, Toulouse).
- Critérium de vitesse de Basse-Normandie (trot attelé, hippodrome d'Argentan, Argentan).
- Prix de Londres (trot monté, hippodrome d'Enghien-Soisy, Enghien-les-Bains).
- Prix Hervé Céran-Maillard (trot monté, Vincennes, Paris).
- Prix Louis Tillaye (trot monté, Vincennes, Paris).
- Prix Ceneri Forcinal (trot monté, Vincennes, Paris).
- Prix de Basly (trot monté, Vincennes, Paris).
- Prix Reynolds (trot monté, Vincennes, Paris).
- Prix Raoul Ballière (trot monté, Vincennes, Paris).
- Prix Philippe du Rozier (trot monté, Vincennes, Paris).
- Prix Jules Lemonnier (trot monté, Vincennes, Paris).
- Prix Léon Tacquet (trot monté, Vincennes, Paris).
- Prix Camille de Wazières (trot monté, Vincennes, Paris).
- Prix Camille Blaisot (trot monté, Vincennes, Paris).
- Prix du Calvados (trot monté, Vincennes, Paris).
- Prix Paul Bastard (trot monté, Vincennes, Paris).
- Prix Louis Le Bourg (trot monté, Vincennes, Paris).
- Prix Louis Forcinal (trot monté, Vincennes, Paris).
- Prix Xavier de Saint Palais (trot monté, Vincennes, Paris).
- Prix Pierre Gamare (trot monté, Vincennes, Paris).
- Prix Olry-Roederer (trot monté, Vincennes, Paris).
- Prix Hémine (trot monté, Vincennes, Paris).
- Prix Lavater (trot monté, Vincennes, Paris).
- Prix Jules Thibault (trot attelé, Vincennes, Paris).
- Grand Prix du Conseil municipal (trot attelé, hippodrome de Bellerive, Vichy).

##### Groupe III
- Prix de la Marne (trot attelé, Vincennes, Paris, groupe II jusqu'en 2010).
- Prix du Plateau de Gravelle (trot attelé, Vincennes, Paris, groupe II jusqu'en 2010).
- Prix du Bois de Vincennes (trot attelé, Vincennes, Paris, groupe II jusqu'en 2010).
- Prix du Pontavice de Heussey (trot monté, Vincennes, Paris, groupe II jusqu'en 2009).
- Prix de Genève (trot attelé, Vincennes, Paris).
- Prix Jamin (trot attelé, Vincennes, Paris).
- Grand Prix du Conseil Général des Alpes Maritimes (trot attelé, Hippodrome de la Côte d'Azur, Cagnes-sur-Mer).
- Prix de la Ville de Caen (trot attelé, Hippodrome de la Prairie, Caen).
- Prix du Cotentin (trot attelé, Hippodrome du vieux Château, Graignes).
- Prix Charley Mills (trot attelé, Hippodrome de Bellevue-la-Forêt, Laval).
- Grand Prix de la Métropole (trot attelé, Hippodrome des Flandres, Marcq-en-Barœul (banlieue de Lille).
- Grand Prix du Conseil Municipal de Vichy (trot attelé, Hippodrome de Bellerive, Vichy).
- Prix Marcel Dejean (trot attelé, Vincennes, Paris).

##### Les autres courses importantes
- Prix de New York (trot attelé, Hippodrome d'Enghien-Soisy, Enghien-les-Bains).
- Prix de Lille (trot attelé, Vincennes, Paris).
- Prix de Brest (trot attelé, Vincennes, Paris).
- Prix du Luxembourg (trot attelé, Vincennes, Paris).
- Prix des Cévennes (trot attelé, Vincennes, Paris).

#### Galop

##### Groupe I
La France compte trente-six courses de groupe I au galop, vingt-sept en plat, quatre en steeple-chase et cinq en haies.
La majorité des courses de plat sont courues sur l'Hippodrome ParisLongchamp (15). Deauville, Chantilly, et Saint-Cloud en accueillent six, quatre et deux chacun. Une course de chaque hippodrome (deux à Longchamp) à son allocation inférieure à 300 000 €. Sur les autres courses, quatorze sont dotées d'une allocation entre 300 000 et 500 000 €. Quatre courses sont dotées d'un allocation comprise entre 500 000 € et 700 000 €. Le Prix de Diane et le Prix Jacques Le Marois sont dotées de 1 000 000 €. Le Prix du Jockey Club est doté de 1 500 000 €. Le Prix de l'Arc de Triomphe est l'épreuve reine du calendrier avec son allocation astronomique de 5 000 000 €.
Toutes les courses d'obstacles sont disputées à l'Hippodrome d'Auteuil. Trois courses ont leur allocation inférieure à 300 000 €. Cinq courses ont leur allocation entre 300 000 et 500 000 € (2 en haie dont l’épreuve la mieux dotée en haie et 4 en Steeple-Chase). Le Grand Steeple-Chase de Paris reste l’épreuve phare de l'obstacle, dotée de 850 000 €.
| Meeting | Mois       | Course                           | Discipline    | Départ | Distance | Allocation  | Âge            | Hippodrome  |
|         | Mai        | Prix d'Ispahan                   | Plat          |        | 1 850 m. | 250 000 €   | 4 ans et +     | Longchamp   |
|         | Mai        | Prix Saint-Alary                 | Plat          |        | 2 000 m. | 250 000 €   | 3 ans (F)      | Longchamp   |
|         | Mai        | Poule d'Essai des Poulains       | Plat          |        | 1 600 m. | 600 000 €   | 3 ans (M)      | Longchamp   |
|         | Mai        | Poule d'Essai des Pouliches      | Plat          |        | 1 600 m. | 500 000 €   | 3 ans (F)      | Longchamp   |
|         | Mai        | Prix Ganay                       | Plat          |        | 2 100 m. | 300 000 €   | 4 ans et +     | Longchamp   |
|         | Juin       | Prix de Diane                    | Plat          |        | 2 100 m. | 1 000 000 € | 3 ans (F)      | Chantilly   |
|         | Juin       | Prix du Jockey Club              | Plat          |        | 2 100 m. | 1 500 000 € | 3 ans          | Chantilly   |
|         | Juin       | Grand Prix de Saint-Cloud        | Plat          |        | 2 400 m. | 400 000 €   | 4 ans et +     | Saint-Cloud |
|         | 14 juillet | Grand Prix de Paris              | Plat          |        | 2 400 m. | 600 000 €   | 3 ans          | Longchamp   |
|         | Juillet    | Prix Jean Prat                   | Plat          |        | 1 600 m. | 400 000 €   | 3 ans          | Deauville   |
|         | Août       | Prix Maurice de Gheest           | Plat          |        | 1 300 m. | 380 000 €   | 3 ans et +     | Deauville   |
|         | Août       | Prix Jean Romanet                | Plat          |        | 2 000 m. | 250 000 €   | (F) 4 ans et + | Deauville   |
|         | Août       | Prix Rothschild                  | Plat          |        | 1 600 m. | 300 000 €   | 3 ans et +     | Deauville   |
|         | Août       | Prix Morny                       | Plat          |        | 1 200 m. | 350 000 €   | 2 ans          | Deauville   |
|         | Août       | Prix Jacques Le Marois           | Plat          |        | 1 600 m. | 1 000 000 € | 3 ans et +     | Deauville   |
|         | Septembre  | Prix Vermeille                   | Plat          |        | 2 400 m. | 600 000 €   | (F) 3 ans et + | Longchamp   |
|         | Septembre  | Prix du Moulin de Longchamp      | Plat          |        | 1 600 m. | 450 000 €   | 3 ans et +     | Longchamp   |
|         | Octobre    | Prix de l'Arc de Triomphe        | Plat          |        | 2 400 m. | 5 000 000 € | 3 ans et +     | Longchamp   |
|         | Octobre    | Prix du Cadran                   | Plat          |        | 4 000 m. | 300 000 €   | 4 ans et +     | Longchamp   |
|         | Octobre    | Prix de l'Abbaye de Longchamp    | Plat          |        | 1 000 m. | 350 000 €   | 2 ans et +     | Longchamp   |
|         | Octobre    | Prix de l'Opéra                  | Plat          |        | 2 000 m. | 400 000 €   | (F) 3 ans et + | Longchamp   |
|         | Octobre    | Prix Marcel Boussac              | Plat          |        | 1 600 m. | 400 000 €   | 2 ans (F)      | Longchamp   |
|         | Octobre    | Prix Jean-Luc Lagardère          | Plat          |        | 1 600 m. | 400 000 €   | 2 ans          | Longchamp   |
|         | Octobre    | Prix de la Forêt                 | Plat          |        | 1 400 m. | 350 000 €   | 3 ans et +     | Longchamp   |
|         | Octobre    | Prix Royal Oak                   | Plat          |        | 3 100 m. | 350 000 €   | 3 ans et +     | Chantilly   |
|         | Octobre    | Critérium international          | Plat          |        | 1 400 m. | 250 000 €   | 2 ans          | Chantilly   |
|         | Novembre   | Critérium de Saint-Cloud         | Plat          |        | 2 000 m. | 250 000 €   | 2 ans          | Saint-Cloud |
|         | Mai        | Grand Steeple-Chase de Paris     | steeple-chase |        | 6 000 m. | 850 000 €   | 5 ans et +     | Auteuil     |
|         | Mai        | Prix Ferdinand Dufaure           | steeple-chase |        | 4 300 m. | 350 000 €   | 4 ans          | Auteuil     |
|         | Novembre   | Prix La Haye Jousselin           | steeple-chase |        | 5 500 m. | 550 000 €   | 5 ans et +     | Auteuil     |
|         | Novembre   | Prix Maurice-Gillois             | steeple-chase |        | 4 400 m. | 350 000 €   | 4 ans          | Auteuil     |
|         | Juin       | Prix Alain-du-Breil              | haies         |        | 3 900 m. | 270 000 €   | 4 ans          | Auteuil     |
|         | Juin       | Grande Course de Haies d'Auteuil | haies         |        | 5 100 m. | 350 000 €   | 5 ans et +     | Auteuil     |
|         | Novembre   | Grand Prix d'Automne             | haies         |        | 4 800 m. | 370 000 €   | 4 ans          | Auteuil     |
|         | Novembre   | Prix Cambacérès                  | haies         |        | 3 600 m. | 270 000 €   | 3 ans          | Auteuil     |
|         | Novembre   | Prix Renaud du Vivier            | haies         |        | 3 900 m. | 270 000 €   | 4 ans          | Auteuil     |

- Prix Lupin (plat, Longchamp, Paris) - prix supprimé.
- Prix de la Salamandre (plat, Longchamp, Paris) - prix supprimé.
- Prix de Royallieu (plat, Longchamp, Paris).

##### Groupe II
- Prix Vicomtesse Vigier (plat, Longchamp, Paris).
- Prix Niel (plat, Longchamp, Paris).
- Prix Foy (plat, Longchamp, Paris).
- Prix du Conseil Municipal de Paris (plat, Longchamp, Paris).
- Prix Chaudenay (plat, Longchamp, Paris).
- Prix Daniel Wildenstein (plat, Longchamp, Paris).
- Prix Dollar (plat, Longchamp, Paris).
- Prix Hocquart (plat, Longchamp, Paris).
- Prix de Sandringham (plat, Chantilly, Paris).
- Prix du Gros-Chêne (plat, Chantilly, Paris).
- Grand Prix de Chantilly (plat, Chantilly, Paris).
- Prix Robert Papin (plat, Hippodrome de Maisons-Laffitte, Maisons-Laffitte, banlieue de Paris).
- Prix Jean-de-Chaudenay (plat, Hippodrome de Saint-Cloud, Saint-Cloud).
- Prix des Drags (Steeple-chase, Auteuil, Paris).
- Prix Congress (Steeple-chase, Auteuil, Paris).
- Prix d'Harcourt

##### Groupe III
- Prix du Lys (plat, Longchamp, Paris).
- Prix d'Hédouville
- Prix Djebel
- Prix Imprudence
- Prix Edmond Blanc

### Hong Kong
- Hong Kong Vase (plat, Hippodrome de Sha Tin, Hong Kong)
- Hong Kong Sprint (plat, Hippodrome de Sha Tin, Hong Kong)
- Hong Kong Mile (plat, Hippodrome de Sha Tin, Hong Kong)
- Hong Kong Cup (plat, Hippodrome de Sha Tin, Hong Kong)
- Queen Elizabeth II Cup (plat, Hong Kong)
- Hong Kong Derby (plat, Hong Kong)
- Queen's Silver Jubilee Cup (plat, Hong Kong)

### Irlande
- Derby d'Irlande (plat, The Curragh).
- Oaks d'Irlande (plat, The Curragh).
- 1.000 Guinées Irlandaises (plat, The Curragh).
- 2.000 Guinées Irlandaises (plat, The Curragh).
- Tattersalls Gold Cup (plat, The Curragh).
- Pretty Polly Stakes (plat, The Curragh).
- St. Leger irlandais (plat, The Curragh).
- National Stakes (plat, The Curragh).

### Italie
- Grand Prix de la Loterie (trot attelé, Hippodrome d'Agnano, Naples)
- Grand Prix Freccia d'Europe (trot attelé, Hippodrome d'Agnano, Naples)
- Prix de la Ville de Naples (trot attelé, Hippodrome d'Agnano, Naples)
- Prix d'Europe (trot attelé, Hippodrome de San Siro, Milan)
- Grand Prix ENCAT (trot attelé, Hippodrome de San Siro, Milan) (Groupe II).
- Grand Prix des Nations (trot attelé, Hippodrome de San Siro, Milan)
- Grand Prix de la Fiera (trot attelé, Hippodrome de San Siro, Milan)
- Grand Prix UNIRE (trot attelé, Hippodrome de San Siro, Milan)
- Grand Prix Orsi Mangelli (trot attelé, Hippodrome de San Siro, Milan).
- Prix Carlo Marangoni (trot attelé, Hippodrome de Stupinigi, Turin).
- Prix de la Ville de Turin (trot attelé, Hippodrome de Stupinigi, Turin) (Groupe II).
- Grand Prix de la Ville de Montecatini (trot attelé, Hippodrome de Sesana, Montecatini).
- Grand Prix Dante Alighieri (trot attelé, Hippodrome de Sesana, Montecatini) (Groupe II).
- Grand Prix de Florence (trot attelé, Hippodrome de Mulina, Florence) (Groupe II).
- Grand Prix du Jubilé (trot attelé, ?)
- Grand Prix Continental (trot attelé, Hippodrome d'Arcoveggio, Bologne)
- Derby italien du trot (trot attelé, Hippodrome Tor di Valle, Rome)
- Grand Prix Tino Triossi (trot attelé, Hippodrome Tor di Valle, Rome)
- Grand Prix Gaetano Turilli (trot attelé, Hippodrome Tor di Valle, Rome)
- Gala International du trot (trot attelé, Hippodrome Tor di Valle, Rome)
- Prix Ville de Tarente (trot attelé, Hippodrome Paolo Sesto, Tarente)
- Championnat européen (trot attelé, Hippodrome Savio, Césène)
- Grand Prix de la Ville de Césène (trot attelé, Hippodrome Savio, Césène) (Groupe II)
- Prix Ghirlandina (trot attelé, Hippodrome Ghirlandina, Modène)
- Prix Tito Giovanardi (trot attelé, Hippodrome Ghirlandina, Modène)
- Grand Prix de la Ville de Padoue (trot attelé, Hippodrome Breda, Padoue)
- Prix Président de la République (plat, Hippodrome de Capannelle, Rome)
- Derby Italien (plat, Hippodrome de Capannelle, Rome)
- Carlo d'Alessio (plat, Hippodrome de Capannelle, Rome)
- Prix Lydia Tesio (plat, Hippodrome de Capannelle, Rome)
- Prix de Rome (plat, Hippodrome de Capannelle, Rome)
- Grand Prix de Milan (plat, Hippodrome de San Siro, Milan)
- Grand Prix du Jockey Club et Coupe d'Or (plat, Hippodrome de San Siro, Milan)
- Grand Critérium (plat, Hippodrome de San Siro, Milan)
- Oaks d'Italie (plat, Hippodrome de San Siro, Milan)
- Prix Vittorio Di Capua (plat, Hippodrome de San Siro, Milan)
- Grand Prix d'Italie (plat,
- Grand Prix de Merano (steeple, Hippodrome de Maia, Merano)

### Japon
- Arima Kinen (plat, Hippodrome de Nakayama, Nakayama)
- Japan Cup (plat, Hippodrome de Fuchu, Fuchū)
- Yasuda Kinen (plat, Hippodrome de Fuchu, Fuchū)
- Tenno Sho
  - Tenno Sho (Printemps) (plat, Hippodrome de Fuchu, Fuchū)
  - Tenno Sho (Automne) (plat, Hippodrome de Kyoto, Kyoto)
- Satsuki Sho (2000 Guinées japonaises) (plat, Hippodrome de Nakayama, Nakayama)
- Sprinters Stakes (plat, Hippodrome de Nakayama, Nakayama)
- Tokyo Yushun (Derby du Japon) (plat, Hippodrome de Fuchu, Fuchū)
- Kikuka Sho (St. Léger du Japon) (plat, Hippodrome de Kyoto, Kyoto)
- Takarazuka Kinen (plat, Hippodrome de Kyoto, Kyoto)
- Nakayama Grand Jump (steeple-Chase, Hippodrome de Nakayama, Nakayama)

### Norvège
- Oslo Grand Prix (trot attelé, Hippodrome de Bjerke, banlieue d'Oslo)
- Forus Open (trot attelé)

### Pays-Bas
- Prix des Géants (trot attelé, Hippodrome de Wolvega, Wolvega)

### Grande-Bretagne
- Derby d'Epsom (plat, Epsom Downs, Epsom)
- Oaks d'Epsom (plat, Epsom Downs, Epsom)
- Coronation Cup (plat, Epsom Downs, Epsom)
- 1000 guinées Stakes (plat, Newmarket Heath, Newmarket)
- 2000 guinées Stakes (plat, Newmarket Heath, Newmarket)
- Dewhurst Stakes (plat, Newmarket Heath, Newmarket)
- July Cup (plat, Newmarket Heath, Newmarket)
- Falmouth Stakes (plat, Newmarket Heath, Newmarket)
- Cheveley Park Stakes (plat, Newmarket Heath, Newmarket)
- Middle Park Stakes (plat, Newmarket Heath, Newmarket)
- Champion Stakes (plat, Newmarket Heath, Newmarket)
- Sun Chariot Stakes (plat, Newmarket Heath, Newmarket)
- Coronation Stakes (plat, Hippodrome d'Ascot, Ascot)
- Queen Anne Stakes (plat, Hippodrome d'Ascot, Ascot)
- Ascot Gold Cup (plat, Hippodrome d'Ascot, Ascot)
- King George VI and Queen Elizabeth Diamond Stakes (plat, Hippodrome d'Ascot, Ascot)
- Queen Elizabeth II Stakes (plat, Hippodrome d'Ascot, Ascot)
- Prince of Wales's Stakes (plat, Hippodrome d'Ascot, Ascot)
- St. James's Palace Stakes (plat, Hippodrome d'Ascot, Ascot)
- Queen Anne Stakes (plat, Hippodrome d'Ascot, Ascot)
- Golden Jubilee Stakes (plat, Hippodrome d'Ascot, Ascot)
- Lockinge Stakes (plat, Hippodrome de Newbury, Newbury)
- International Stakes (plat, Hippodrome de York, York)
- Yorkshire Oaks (plat, Hippodrome de York, York)
- Nunthorpe Stakes (plat, Hippodrome de York, York)
- Nassau Oaks(plat, Hippodrome de Goodwood, Chichester)
- Sussex Stakes (plat, Hippodrome de Goodwood, Chichester).
- Racing Post Trophy (plat, Hippodrome de Doncaster, Doncaster)
- St. Leger Stakes (plat, Hippodrome de Doncaster, Doncaster)
- Eclipse Stakes (plat, Sandown Park, Sandown Park).
- Haydock Sprint Cup (plat, Haydock Park Racecourse, Haydock Park Racecourse).
- Grand National (steeple-chase, Hippodrome d'Aintree, Liverpool)

### Singapour
- Singapore Cup (plat, Hippodrome de Kranji)

### Suède

#### Groupe I
- Elitloppet (trot attelé, Solvalla)
- Jubileumspokalen (trot attelé, Solvalla)
- Hugo Abergs Memorial (trot attelé, Hippodrome de Jägersro, Malmö)
- Olympiatravet (trot attelé, Hippodrome d'Åby, Göteborg)
- Åby Stora Pris (trot attelé, Hippodrome d'Åby, Göteborg)
- Sundsvall Open Trot (trot attelé, Hippodrome de Bergsåker, Sundsvall)

#### Groupe II
- Jamtlands Stora Pris (trot attelé, Hippodrome d'Östersund, Östersund)
- Konung Carl XVI Gustafs Silverhast (trot attelé, Solvalla)
- Sweden Cup (trot attelé, Solvalla)

### Suisse
- Prix du Président (trot attelé, Hippodrome d'Avenches, Avenches)
- 1.000 Guinées Suisse (plat, Hippodrome d'Avenches, Avenches)
- Derby Suisse (plat, Hippodrome de Frauenfeld, Frauenfeld)

### Turquie
- Tokapi Trophy (groupe I) (plat, Hippodrome de Veliefendi, Istanbul)
- International Bosphorus Cup (groupe II) (plat, hippodrome de Veliefendi, Istanbul)

## Les drivers et jockeys célèbres
En France, les drivers et jockeys remportant le plus de courses dans l'année reçoivent des récompenses. Il s'agit du Sulky d'or pour les drivers, de l'Étrier d'or pour les jockeys de trot monté et de la Cravache d'or pour les jockeys de plat et d'obstacle.

## Les paris
Les courses hippiques sont l'objet de paris. Ils sont gérés soit par des sociétés privées, soit par des sociétés contrôlées par l'État, selon les pays. Les paris sont très surveillés et réglementés, afin d'éviter toute fraude, mais aussi pour éviter des problèmes médicaux comme le jeu pathologique.
En France, seuls les paris hippiques sous la forme mutuelle sont autorisés. C'est-à-dire que les perdants paient les gagnants, afin que les sociétés offrant la prise de paris ne soient jamais intéressées au résultat d'une course.
Jusqu'en 2010 et la loi n° 2010-476 du 12 mai 2010 relative à l’ouverture à la concurrence et à la régulation du secteur des jeux d’argent et de hasard en ligne, le Pari mutuel urbain (PMU) ou le Pari mutuel hippodrome (PMH) disposaient du monopole de la prise de paris sur les courses françaises avec entre autres les célèbres Tiercé et Quinté. Désormais, toute société ayant reçu un agrément de l'Autorité de régulation des jeux en ligne (ARJEL) peut proposer des paris hippiques. 8 l'ont obtenu : BetClic, leturf, France Pari, genybet, JOAonline, Pari mutuel urbain (PMU), Unibet et Zeturf.fr devenu le principal concurrent du PMU. Seul le PMU dispose de lieu physique pour enregistrer les paris.
En 2004, le PMU était la première entreprise de paris hippiques en Europe et se classait au deuxième rang mondial, derrière le pari mutuel japonais, avec 7,6 milliards d'euros de chiffre d'affaires et 6,5 millions de clients.
En 2013, les turfistes français ont moins joué qu'auparavant et le montant des enjeux sur les courses de chevaux a chuté à 5,2 % à 8,9 milliards d'euros.

## Les médias du sport hippique
- Chaîne TV spécialisée :
  - Equidia

- Chaînes YouTube spécialisées :
  - Prono Turf Gratuit
  - Les Trotteurs ma Passion
  - Jean-Marc Roffat

- Quotidiens spécialisés :
  - Paris-Turf
  - Paris Courses
  - Geny Courses
  - Bilto
  - La Gazette des courses
  - Le Favori
  - Tiercé Magazine
  - Week End
  - Spéciale Dernière
  - PronoCourses (Maroc)

- Sites internet spécialisés :
  - geny.com
  - turf-fr.com
  - turf.fr
  - paris-turf.com
  - Turfomania
  - turfoo.fr
  - zone-turf.fr
  - ZEturf.fr
  - Frequence-turf.fr
  - LeTROT TV (chaine internet de la SECF / Le Trot)
  - Canalturf.fr
  - Turf-pronostics.com
  - Pronostic-turfiste.fr
  - Coin-turf.fr
  - Vincennes-hippodrome.com
  - Prono-Turf-Gratuit.fr

- Magazines spécialisés :
  - Stato
  - Turf Magazine

- De nombreux quotidiens généralistes consacrent une page sur les courses hippiques, dont :
  - Le Parisien / Aujourd'hui en France.
  - L'Humanité.

- les Précurseurs :
  - Journal des Haras (1828)
  - L'Éleveur (années 1830)
  - La Vie sportive (années 1830)
  - Auteuil-Lonchamps (années 1830)
  - Le Sport du Sud-Ouest (fondé à Bordeaux en 1891)

## Le sport hippique et le dopage
Comme tout sport, le sport hippique peut être confronté au problème du dopage. Il peut toucher les chevaux et/ou éventuellement, les jockeys et drivers. Aussi, les contrôles antidopage sont-ils fréquents et réguliers sur les hippodromes français. Le sport hippique fait d'ailleurs figure de précurseur dans le domaine, puisque c'est en 1912 qu'eurent lieu les premiers contrôles antidopage, avec prélèvement de salive pour les chevaux. De nos jours, tous les échantillons sont confiés au Laboratoire national de dépistage du dopage de Châtenay-Malabry.

## Le sport hippique dans l'art
Peinture
- Edgar Degas
- Édouard Manet a représenté une scène à Longchamp, l'hippodrome du Bois de Boulogne, où les courses ont été organisées pour la première fois en 1857[21].

Les Courses par Edouard Manet
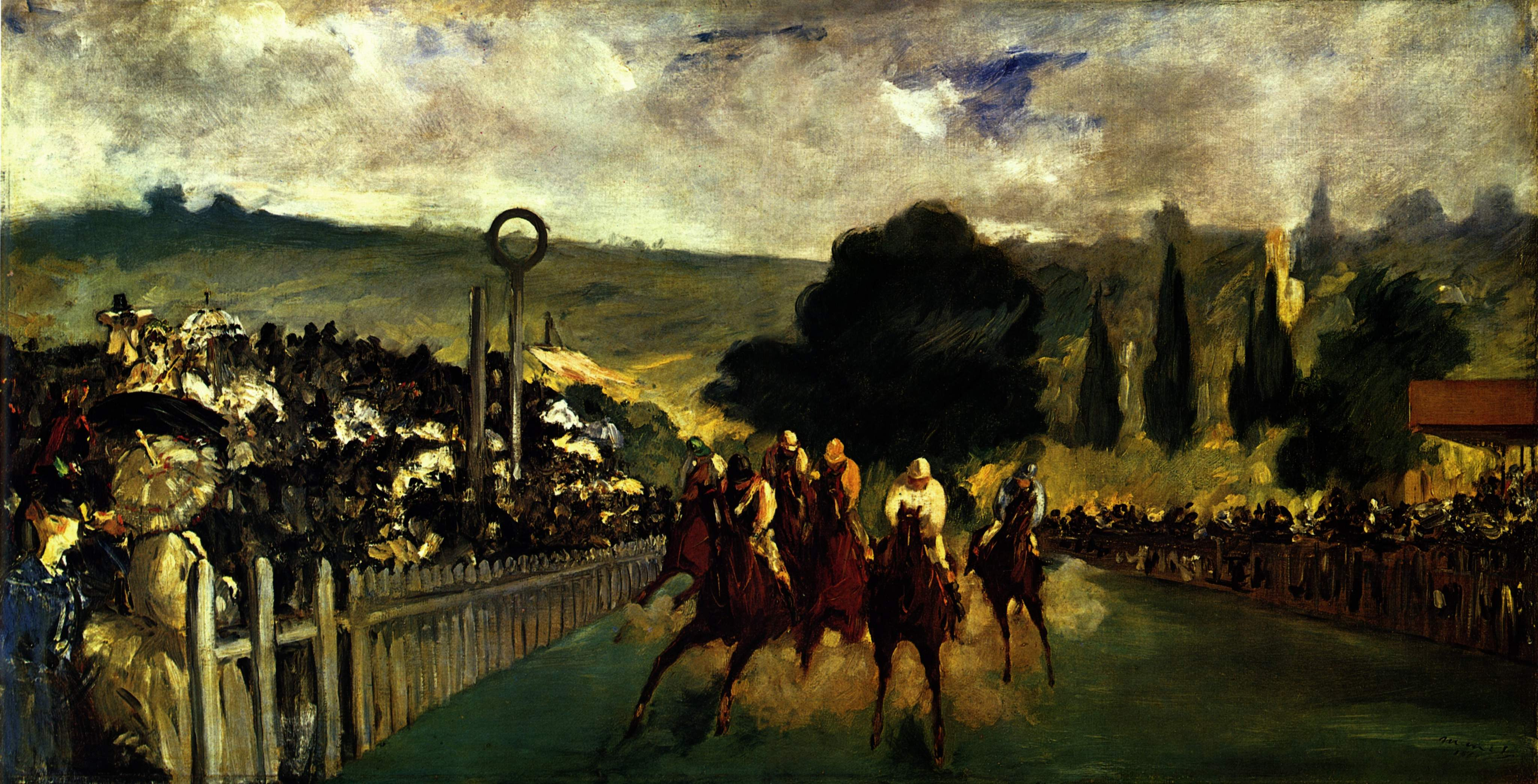
Les Courses à Longchamp, 1867 Art Institute of Chicago
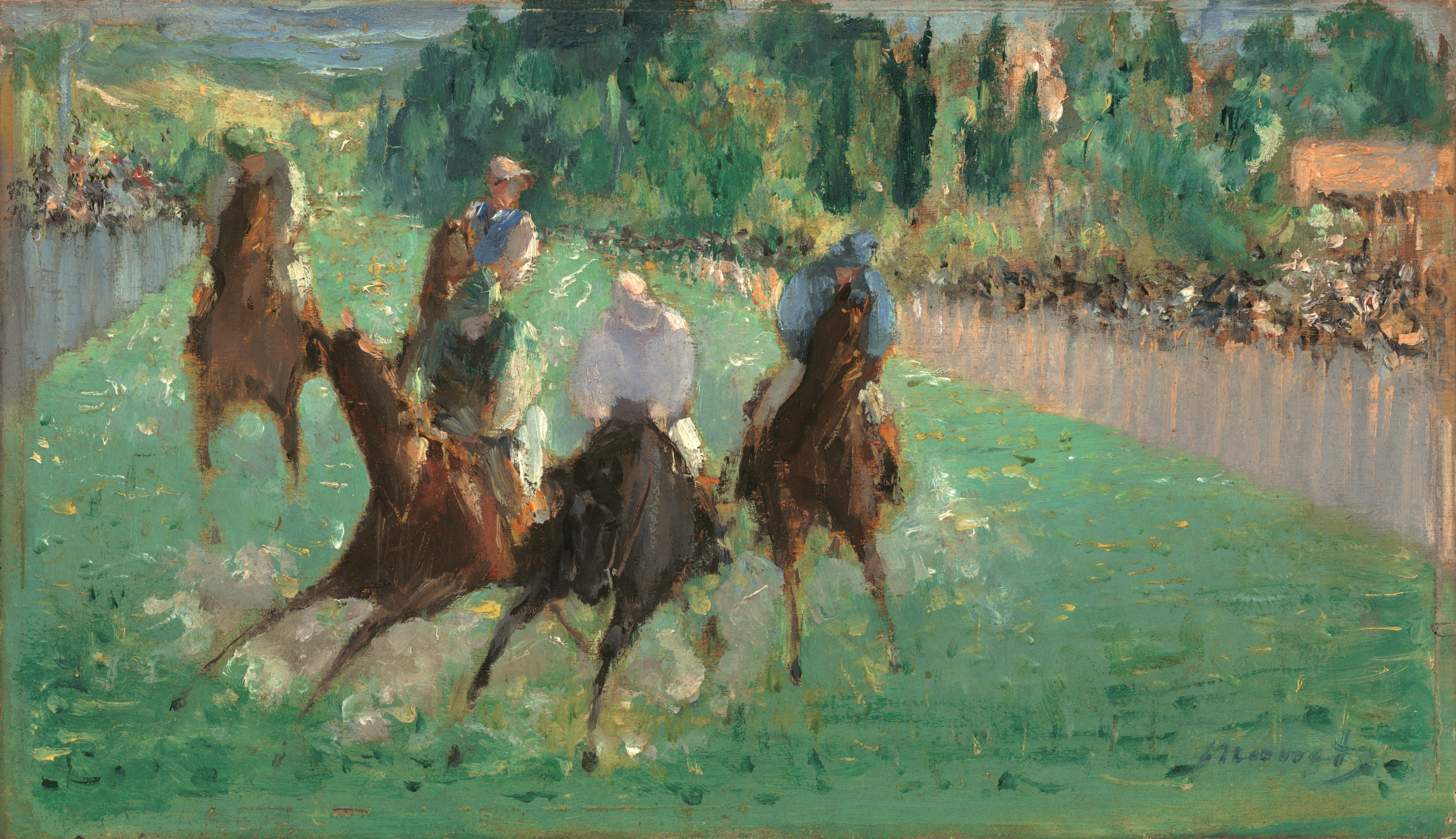
Aux courses, vers 1875 National Gallery of Art (Washington)

- Eugène Péchaubès
- Hubert de Watrigant
- Jean van Marcke de Lummen
- Albert Demuyser
- Charles Church
- André Bressin

Cinéma
- Le Mors aux dents

Littérature
- L'Étalon noir

Télévision
- L'Étalon noir

Chanson
- Hugues Aufray (Stewball)

Jeu vidéo d'équitation
- Horse Racing Manager
- Horse Racing Manager 2
- Melbourne Challenge Cup
- Alea (Royal Turf)
- G1 Jockey
- Gallop Racer
- Champion Jockey